# William Biddle

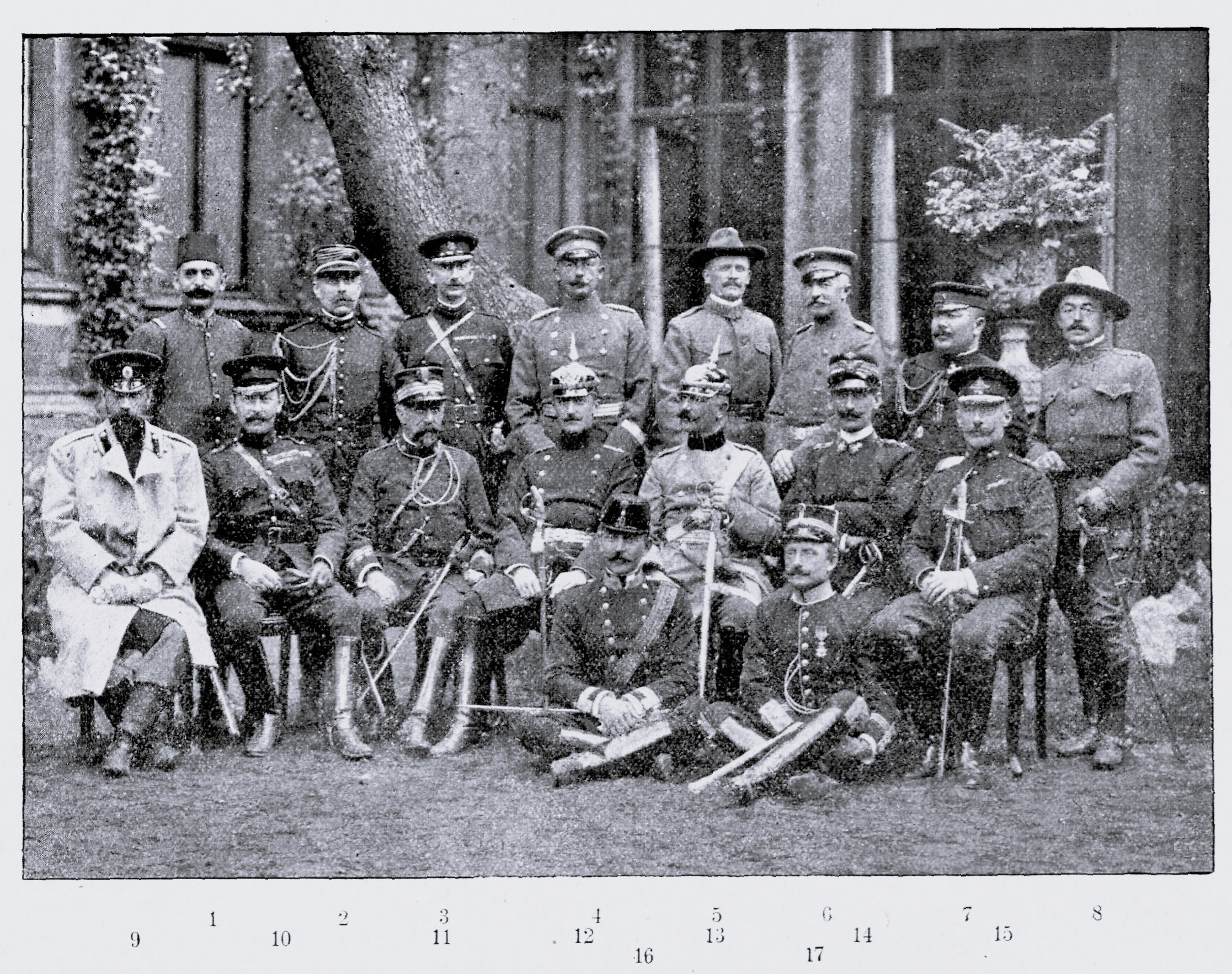
Các tùy viên quân sự nước ngoài tuyệt đẹp với các nhà lãnh đạo Đức tại Imperial diễn tập (1904)

William Phillips Biddle (sinh ngày 15 tháng 12 năm 1853 mất ngày 24 tháng 2 năm 1923) là thiếu tướng binh chủng thủy quân lục chiến Hoa Kỳ và là Tham mưu trưởng Thủy quân lục chiến Hoa Kỳ thứ 11.

### Tư liệu
- "Major General William P. Biddle, USMC". Who's Who in Marine Corps History. United States Marine Corps History Division. Bản gốc lưu trữ ngày 16 tháng 5 năm 2011. Truy cập ngày 6 tháng 9 năm 2007.
- "William Phillips Biddle, Major General, United States Marine Corps". Arlington National Cemetery. Truy cập ngày 1 tháng 4 năm 2007.
- Hamersly, Lewis Randolph (1889). The Records of Living Officers of the U.S. Navy and Marine Corps . Truy cập ngày 9 tháng 4 năm 2007. {{Chú thích sách}}: Đã bỏ qua |work= (trợ giúp)
- Allan Reed Millett and Jack Shulimson, biên tập (2004). Commandants of the Marine Corps. Annapolis, Maryland: Naval Institute Press. tr. 163–173. ISBN 978-0-87021-012-9.